# Juillé, Sarthe

Juillé este o comună în departamentul Sarthe, Franța. În 2009 avea o populație de 464 de locuitori.